# Marco Livio Denter
Marco Livio Denter (latino: Marcus Livius Denter; fl. IV secolo a.C.) è stato un politico romano appartenente alla plebea gens Livia.

## Biografia
Fu eletto console nel 302 a.C., con il collega Marco Emilio Paolo. Durante il consolato, Gaio Giunio Bubulco Bruto fu nominato dittatore, per far fronte ad una sollevazione degli Equi.
Nel 300 a.C. fu uno dei primi quattro plebei ad accedere alla carica di pontefice, fino ad allora, accessibile solo ai Patrizi.